# Oreophasis derbianus
La penelope cornuta, anche guan cornuto, oreofaside derbiano o penelope dal cono,  (Oreophasis derbianus G. R. Gray, 1844) è un uccello galliforme della famiglia dei Cracidi, diffuso in Messico e Guatemala. È l'unica specie nota del genere Oreophasis.

## Descrizione

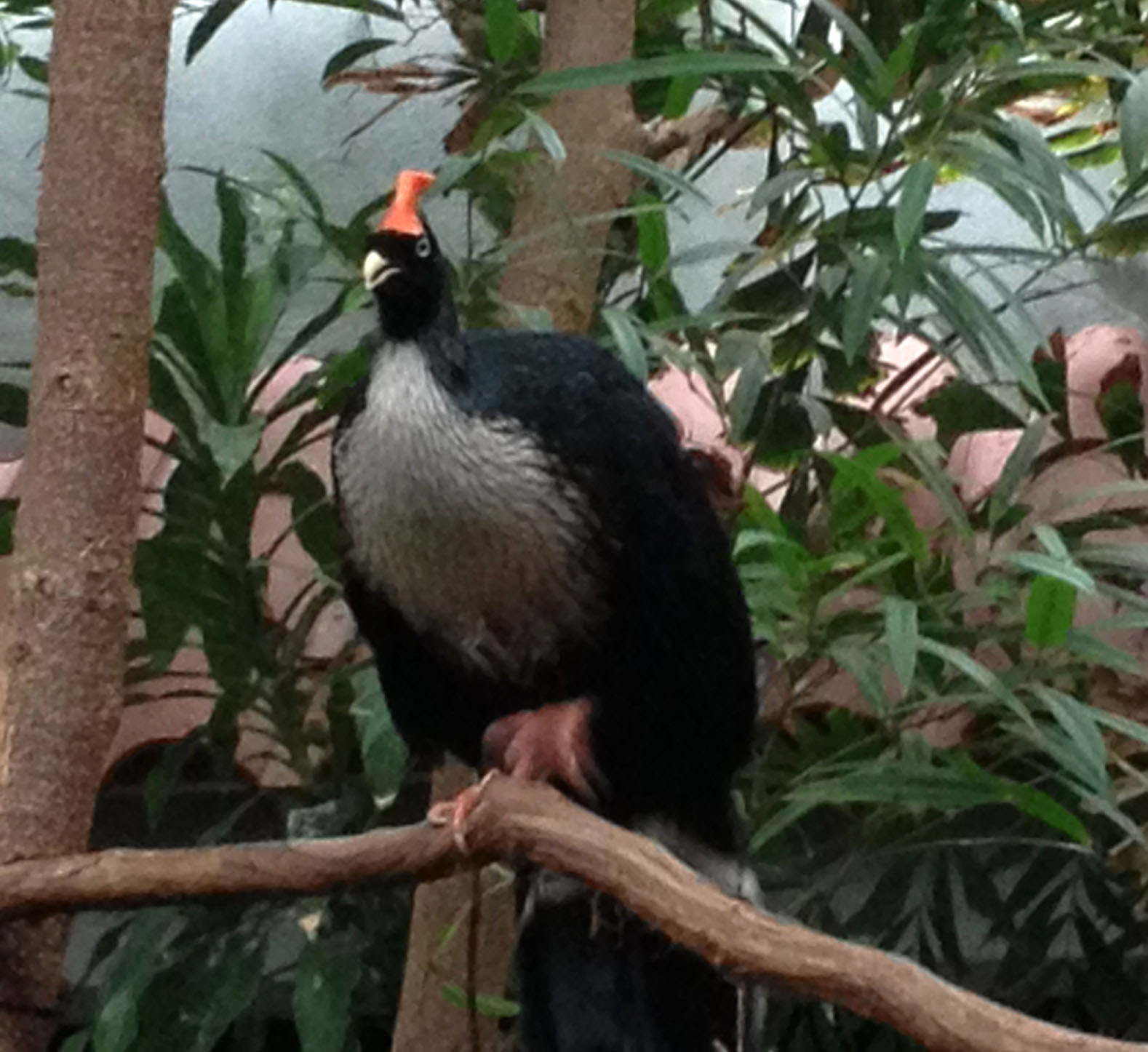
Un esemplare appollaiato.

### Dimensioni
Misura 75-85 cm di lunghezza.

### Aspetto
Grazie al lungo corno rosso che si innalza dalla fronte, questo grosso galliforme ha un aspetto inconfondibile. Il piumaggio delle parti superiori è di colore nero lucido con dei riflessi bluastri. Numerose macchie longitudinali scure ornano le parti bianche del collo, del petto e della parte alta del ventre. I fianchi e la parte bassa dell'addome sono marroni. La lunga coda nera è circondata da un'ampia fascia bianca alla base.
Chiaramente visibili sono il prominente «doppio mento» rosso, l'iride bianca, il becco giallo e le carnose zampe di colore scarlatto.
I due sessi sono identici, ma i maschi presentano dimensioni leggermente più grandi. Inoltre, questi ultimi possiedono un corno più sviluppato, ali più lunghe, coda e tarsi più allungati.
I giovani sono simili ai genitori, ma presentano un piumaggio più opaco e un corno più abbozzato. Questa appendice scarlatta compare all'età di quattro mesi e raggiunge una lunghezza massima di 3,5 centimetri ad un anno.

### Voce
Tra gli adulti, il dimorfismo sessuale è molto più evidente dal punto di vista del repertorio vocale. Il maschio presenta almeno cinque tipi differenti di richiamo, mentre le femmine sono capaci di emetterne sette od otto che, rispetto a quelli dei loro partner, sono più gutturali e udibili a maggiore distanza.
La vocalizzazione principale del maschio è una specie di muggito profondo e delicato molto simile a quello dell'hocco dall'elmo (Pauxi pauxi). Consiste di sette note, una nota molto breve seguita da sei hum più allungati, e può essere trascritta nel modo seguente: hum, hum, hummm, hum, hummm, hum, hummmmm. Viene ripetuta tre volte al minuto per una durata totale di un'ora. Il secondo richiamo consiste in uno sbattimento del becco che può essere confuso con quello del tucano solforato (Ramphastos sulfuratus). Ad esso segue immediatamente un ahwoo-ah, che costituisce il terzo tipo di richiamo. Gli ultimi due tipi sono dei rrr o dei gut gat che sembrano starnuti umani.
La maggior parte dei richiami delle femmine vengono emessi in risposta a quelli dei maschi, o in casi di difesa del territorio. Il primo è un guurk, guurk, guurk,... o un guauuu, guauuu, guauuu,.... L'invito all'accoppiamento è molto simile al terzo richiamo del maschio, ma più gutturale: dh-woo-ah. È possibile udire anche una sorta di richiamo simile al grugnito dei maiali, con dei gra gra gru gru particolarmente duri.

## Biologia

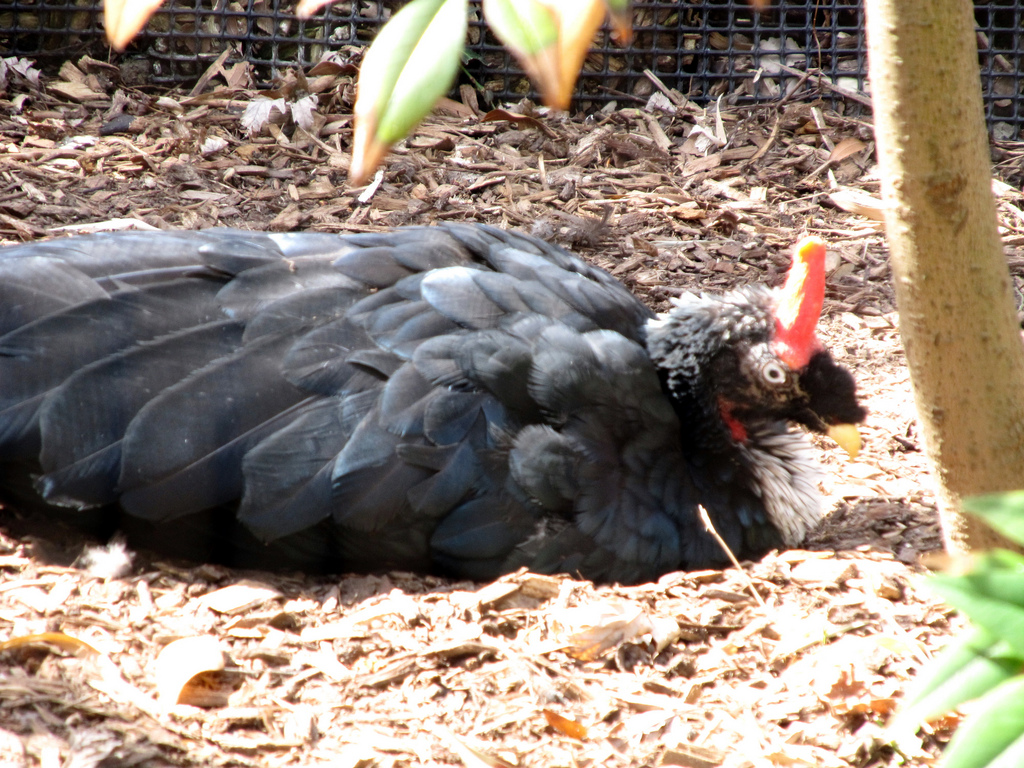
Esemplare accovacciato al suolo.

Le penelopi cornute rigurgitano talvolta dei frammenti di foglie verdi ancora integre: ciò tende a dimostrare che questi uccelli sono degli agenti dispersivi molto attivi. Possono essere scorte mentre camminano, corrono e grattano energicamente il terreno, ma il loro status di specie che si alimenta a terra può essere facilmente confutato. Le penelopi cornute bevono assumendo l'acqua che si accumula negli affossamenti e nelle piccole cavità delle bromeliacee.
Date le dimensioni ridotte del loro territorio, le penelopi cornute sono probabilmente solo sedentarie.

### Alimentazione
Le penelopi cornute consumano soprattutto frutta e foglie verdi. Durante alcuni studi effettuati recentemente nel Chiapas, è stato visto che nel menu di questi animali compaiono i frutti di 40 specie appartenenti a 27 famiglie diverse (specialmente Lauracee e Liliacee). Le foglie consumate, invece, appartenevano a specie di altre 8 famiglie, tra cui spiccavano la canapa acquatica e la chicchera rampicante. Le penelopi cornute apprezzano in particolare tre tipi di frutto: le nettarinie, i frutti della verbena e le more.
Sebbene alcuni studi li descrivano come strettamente vegetariani, a volte questi uccelli abbandonano una dieta composta esclusivamente di piante e consumano, seppur molto di rado, invertebrati come ortotteri e larve.

Raffigurazioni d'epoca.

### Riproduzione
A El Triunfo, in Messico, le penelopi cornute nidificano principalmente tra febbraio e marzo, periodo corrispondente a un leggero calo delle precipitazioni. Verso il mese di maggio, i nidiacei hanno già completato metà del loro sviluppo. Sulle pendici del vulcano Tacaná, la stagione di nidificazione inizia a gennaio o forse prima. Le penelopi cornute sono probabilmente poligame: i maschi spesso riescono a sedurre quattro o cinque compagne e trascorrono un periodo di 3-9 giorni con ciascuna di loro, ed è per questo che possiedono un territorio relativamente vasto, che si estende su una lunghezza di 500-600 metri.
Il nido si trova di solito ad un livello molto alto, tra i rami di un mughetto (Clethra) o di un liquidambar, arbusti di dimensioni piuttosto rispettabili. È situato tra 16 e 25 metri di altezza dal suolo, non lontano da un piccolo corso d'acqua corrente. Le testimonianze riguardanti la scoperta di nidi situati sul terreno sono estremamente dubbie.
La struttura è generalmente poco curata e i materiali che la costituiscono (piante secche, radici di epifite, vegetali parassiti) hanno un aspetto piuttosto rudimentale, il che non permette al nido di raggiungere dimensioni rispettabili.
Le uova, bianche e in numero di due per covata, che misurano 85 mm per 60, vengono covate per 39-45 giorni prevalentemente dalla sola femmina, tenuto conto delle abitudini poligame del maschio, che assicura una presenza di appena 30-146 minuti al giorno per ciascuno dei suoi nidi. Alla nascita, i pulcini sono ricoperti da un piumino grigio-bruno sulle regioni superiori, con una striscia sulla testa e parti inferiori più chiare.
I principali razziatori delle covate sono i tucanetti smeraldo e gli allocchi fulvi (Strix fulvescens). I maschi non raggiungono la maturità sessuale che a partire dai 4 anni di età. Le femmine sono più precoci e sono in grado di riprodursi già all'età di 14 mesi.

## Distribuzione e habitat
Le penelopi cornute vivono nelle regioni centrali dell'America centrale, in un'area molto piccola di poco più di 7000 chilometri quadrati. Il loro areale ricopre il sud-est del Messico (Oaxaca, Chiapas), il Guatemala e il nord dell'Honduras (ma in quest'ultimo Paese è probabilmente estinta).
Nelle zone subtropicali, frequentano le foreste sempreverdi umide di montagna, ad altitudini comprese tra i 2300 e i 3100 metri. Occasionalmente, possono scendere nelle vallate fino a 1200 metri, o, al contrario, in habitat dove le condizioni sono particolarmente ottimali, spingersi fino a 3350 metri. Preferiscono generalmente i boschetti sempreverdi dominati da querce, storace americano e clorantacee. Di solito vivono nel sottobosco, dove la vegetazione è particolarmente rigogliosa e con abbondanza di felci, epifite, muschi e piante rampicanti.
Talvolta gli alberi di latifoglie che predilige sono accompagnati da pini e cipressi, ma la specie non si avventura mai su versanti anche solo leggermente più asciutti.

## Conservazione
La IUCN Red List classifica Oreophasis derbianus come specie in pericolo di estinzione (Endangered). La popolazione attuale viene stimata tra le 600 e le 1700 unità, dopo un lungo periodo di declino che è durato per tutto il XX secolo. I primi segnali del declino di questa specie risalgono già agli anni '30, quando in Guatemala alcune popolazioni locali iniziarono a non farsi vedere per molti anni. A partire dagli anni '60 o '70, in Messico il numero di esemplari scese sotto le 1000 unità.
D'altra parte, recentemente sono emerse nuove popolazioni nelle aree vulcaniche del Guatemala orientale.
Il preoccupante deterioramento dell'habitat dovuto alla riconversione delle tecniche agricole è la causa principale del declino della specie. In alcune aree non va sottovalutato l'effetto dello sfruttamento delle miniere di marmo e l'attività industriale. Inoltre, la commercializzazione di questo animale, nonostante l'aspetto poco vistoso, ha incontrato un grande successo. Le penelopi cornute non sono protette ufficialmente contro le persecuzioni e contro la caccia. L'istituzione di riserve protette, grazie ad iniziative personali e private, ha consentito l'inanellamento e il rilascio in natura di adulti in età riproduttiva.